# Bruno Mégret
Bruno Mégret (Parigi, 4 aprile 1949) è un funzionario e politico francese, europarlamentare dal 1989 al 1999 e fondatore del Movimento Nazionale Repubblicano.

## Biografia

### Origini e primi anni
Figlio di un alto funzionario, Mégret nacque a Parigi e studiò ingegneria all'École polytechnique e all'École des Ponts ParisTech, per poi completare la formazione all'Università della California a Berkeley. Tornato in patria, Mégret mosse in primi passi nell'ambito politico, aderendo al Raggruppamento per la Repubblica, un partito della destra conservatrice; in questo periodo fu uno stretto collaboratore dell'allora ministro Robert Galley.

### Il passaggio al Fronte Nazionale
Con il passare degli anni le posizioni politiche di Mégret si orientarono sempre più verso l'estrema destra e nel 1982 lasciò il vecchio partito per aderire ad una formazione politica chiamata Comités d'action républicaine, che lasciò nel 1985 per confluire nel Fronte Nazionale di Jean-Marie Le Pen. Nel 1986 riuscì ad essere eletto deputato all'Assemblea Nazionale per il dipartimento dell'Isère e man mano guadagnò potere all'interno del partito; dopo la morte di Jean-Pierre Stirbois, Mégret divenne il braccio destro di Le Pen. Nel 1989 fu eletto europarlamentare e nel 1992 venne eletto anche consigliere regionale per la regione Provenza-Alpi-Costa Azzurra.
Nel 1995 si candidò alla carica di sindaco della città di Vitrolles, ma il Consiglio di Stato accertò che durante la campagna elettorale Mégret aveva superato il tetto delle spese consentite dalla legge; per questa ragione le elezioni vennero annullate e Mégret fu reso ineleggibile. Per ovviare al problema, egli pensò bene di far candidare sua moglie Catherine al suo posto e la mossa si rivelò efficace quando la donna riuscì a vincere le elezioni nel 1997, anche grazie ad una campagna gestita praticamente in toto dal marito.

### La scissione e la formazione del MNR
Nel frattempo i rapporti fra Mégret e Le Pen andarono via via deteriorandosi, per via della voglia di emergere del primo; l'apice si raggiunse nel 1998, quando Le Pen espulse dal partito Mégret e alcuni degli altri membri accusandoli di tradimento. I dissidenti decisero di formare un nuovo partito sotto la guida di Mégret e nacque così il Movimento Nazionale Repubblicano. Questa nuova entità aveva l'obiettivo di raggiungere un consenso molto più ampio di quello del FN, ma in realtà l'operazione non riuscì ad essere compiuta. Mégret mantenne la carica di europarlamentare fino alla scadenza del mandato nel 1999, mentre rimase consigliere regionale fino al 2002. Nel 2001 divenne consigliere comunale della città di Marsiglia.
In occasione delle elezioni presidenziali del 2002 Mégret fu candidato alla massima carica dello stato ma il MNR raccolse solo il 2,3% dei voti. Anche le altre competizioni elettorali non ebbero successo e cinque anni dopo, Mégret decise di non candidarsi alle presidenziali; il partito decise di unirsi ai vecchi alleati del FN e appoggiare la candidatura di Jean-Marie Le Pen. Questo riavvicinamento fu seguito dalla proposta di Mégret di combinare un'alleanza fra tutti i partiti di estrema destra per le elezioni legislative dello stesso anno, tuttavia l'idea non ebbe risposta favorevole né da parte del FN, né da parte del Movimento per la Francia, così ogni partito presentò i propri candidati singolarmente.

### Il ritiro dalla scena politica
Nel 2008, dopo un'ormai decennale serie di insuccessi elettorali e ulteriori problemi legali, Mégret annunciò la propria intenzione di abbandonare la politica per qualche tempo; lasciò dunque la carica di consigliere comunale e si dedicò agli affari, lavorando in giro per il mondo per conto del gruppo Bouygues.
Nel 2010 ritornò in Francia per un incarico all'interno del Ministero dell'Ecologia.